# فرانسيلي
فرانسيلي (بالبرتغالية: Francielle Manoel Alberto) (18 أكتوبر 1989 بساو باولو في البرازيل - ) هي لاعبة كرة قدم برازيلية في مركز الوسط، شاركت في الألعاب الأولمبية الصيفية 2008 والألعاب الأولمبية الصيفية 2012. وشاركت مع منتخب البرازيل لكرة القدم للسيدات. أما مع النوادي، فقد لعبت مع بوسطن بريكرز وسكاي بلو ونادي كورينثيانز وSantos FC (women) ‏ وSaint Louis Athletica ‏ ونادي أفالدسنيس ونادي ساو خوسيه وStjarnan (women's football) ‏ وSão José Esporte Clube (women) ‏.

## وصلات خارجية
- فرانسيلي على موقع الاتحاد الدولي (مؤرشف)  (الإنجليزية)
- فرانسيلي على موقع الاتحاد الأوربي (الإنجليزية)
- فرانسيلي على موقع اتحاد النرويج (النرويجية)
- فرانسيلي على موقع قاعدة بيانات كرة القدم.إي يو (الإنجليزية)
- فرانسيلي على موقع Soccerway.com (الإنجليزية)
- فرانسيلي على موقع أوليمبيديا (الإنجليزية)
- فرانسيلي على موقع اللجنة الأولمبية البرازيلية (البرتغالية)